# Eugralla paradoxa
Tapaculo-de-flancos-ocres ou tapaculo-de-flancos-ocre (Eugralla paradoxa) é uma espécie de ave da família Rhinocryptidae. É um monotípico dentro do género Eugralla.
Pode ser encontrada nos seguintes países: Argentina e Chile.
Os seus habitats naturais são: florestas temperadas.